# El bardo (Sibelius)
El Bardo, Op. 64, es un breve poema sinfónico para orquesta compuesto en 1913 por el compositor finlandés Jean Sibelius. Se estrenó en Helsinki el 27 de marzo de 1913 por la Orquesta de la Sociedad Filarmónica, dirigida por el propio compositor, y fue revisada más tarde en 1914. La nueva versión se estrenó en Helsinki, el 9 de enero de 1916, de nuevo bajo la batuta del compositor.
Se estrenó en Inglaterra en una retransmisión dirigida por Adrian Boult en 1935. La primera interpretación en público fue dirigida por Sir Thomas Beecham en 1938.
El poema sinfónico en sí proporciona una profunda, sin embargo, críptica visión de un mundo elegíaco y poético: la quietud y reflexión inicial de un arpa son sucedidos por arranques elementales y eruptivos y, finalmente, un sentido de renuncia o tal vez la muerte.

## Grabaciones
La pieza ha sido grabada por Adrian Boult y la Orquesta Filarmónica de Londres y también por Okko Kamu y la Orquesta Sinfónica de Lahti.